# Nordnorge

Nordnorges läge i Norge

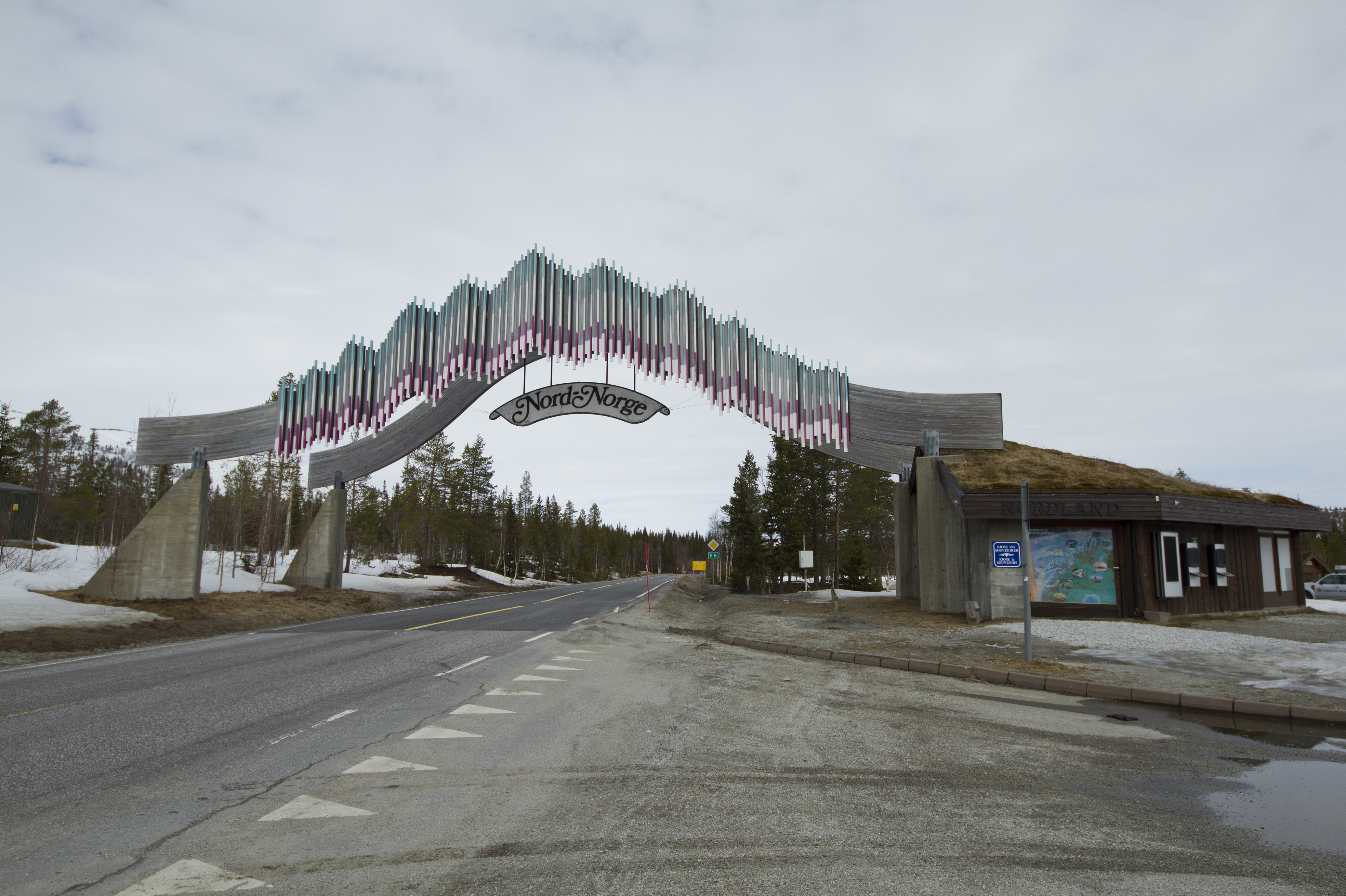
Europaväg E6 på gränsen mellan Namsskogans kommun i Trøndelag och Grane kommun i Nordnorge.

Nordnorge (bokmål Nord-Norge, nynorska Nord-Noreg) är en av Norges landsdelar. Den omfattar Norges två nordligaste fylken: Troms og Finnmark och Nordland. Dessa utgör 112 951 km2, och har 484 647 invånare 2017, som utgör 34,9 % av Norges areal och 9,2% av Norges befolkning.
De andra landsdelarna är Trøndelag, Østlandet, Vestlandet, och allra längst söderut, Sørlandet.

## Tätorter
Detta är de största av totalt 142 tätorter i Nordnorge, 1 januari 2017. Observera att Statistisk Sentralbyrå i Norge använder en tätortsdefinition som medförer att Nordnorges största stad, Tromsø, består av 3 tätorter, Tromsø, Tromsdalen och Kvaløysletta. Invånarantalet för dessa 3, alltså Tromsø stad, var 1 januari 2017 64 448.
| Namn         | Kommun       | Invånare |
| ------------ | ------------ | -------- |
| Bodø         | Bodø         | 40 705   |
| Tromsø       | Tromsø       | 38 980   |
| Harstad      | Harstad      | 20 953   |
| Mo i Rana    | Rana         | 18 685   |
| Tromsdalen   | Tromsø       | 16 787   |
| Alta         | Alta         | 15 094   |
| Narvik       | Narvik       | 14 261   |
| Mosjøen      | Vefsn        | 9 841    |
| Kvaløysletta | Tromsø       | 8 681    |
| Hammerfest   | Hammerfest   | 8 052    |
| Fauske       | Fauske       | 6 251    |
| Sandnessjøen | Alstahaug    | 6 043    |
| Sortland     | Sortland     | 5 345    |
| Brønnøysund  | Brønnøy      | 5 070    |
| Vadsø        | Vadsø        | 5 064    |
| Finnsnes     | Lenvik       | 4 658    |
| Svolvær      | Vågan        | 4 630    |
| Kirkenes     | Sør-Varanger | 3 566    |
| Leknes       | Vestvågøy    | 3 418    |
| Stokmarknes  | Hadsel       | 3 351    |
| Løding       | Bodø         | 3 120    |
| Andenes      | Andøy        | 2 693    |
| Rognan       | Saltdal      | 2 594    |
| Bjørnevatn   | Sør-Varanger | 2 579    |
| Honningsvåg  | Nordkap      | 2 484    |
| Setermoen    | Bardu        | 2 464    |
| Skjervøy     | Skjervøy     | 2 460    |
| Lakselv      | Porsanger    | 2 283    |
| Løpsmarka    | Bodø         | 2 266    |
| Båtsfjord    | Båtsfjord    | 2 212    |
| Melbu        | Hadsel       | 2 192    |
| Hauknes      | Rana         | 2 177    |
| Myre         | Øksnes       | 2 114    |
| Vardø        | Vardø        | 1 875    |
| Kabelvåg     | Vågan        | 1 844    |
| Karasjok     | Karasjok     | 1 844    |
| Rypefjord    | Hammerfest   | 1 838    |
| Namn         | Kommun       | Invånare |

Bodø, Tromsø, Harstad, Mo i Rana, Alta, Narvik, Mosjøen, Hammerfest, Fauske, Sandnessjøen, Vadsø, Sortland, Brønnøysund, Svolvær, Finnsnes, Kirkenes, Stokmarknes, Leknes, Honningsvåg och Vardø är städer.